# Liana Salazar
Liana Milena Salazar Vergana, mais conhecida como Liana Salazar (Bogotá, 16 de setembro de 1992), é uma futebolista profissional colombiana que atua como meia. Pela Seleção Colombiana, participou dos Jogos Olímpicos de Londres 2012 e Rio 2016. Atualmente, joga pelo Santa Fe.

## Carreira
Iniciou a carreira em 2010 em um pequeno clube colombiano, o Liga Bogotá. Em 2011 transferiu-se o clube da Universidade do Kansas, nos Estados Unidos, onde permaneceu até 2015. No ano de 2016 defendeu o Sudet, da Finlândia. Em 2017, Salazar retorna à Colômbia e passa a defender o tradicional Santa Fe, clube pelo qual conquistou seu primeiro título, a Liga Colombiana Feminina. Em 2018 permanece em sua terra natal, mas transfere-se para o Atlético Huila, onde conquistou a Copa Libertadores Feminina de 2018. Em 2019 e 2020 defendeu o clube chinês Beijing BSU. Em 2021 retorna ao Santa Fe, permanecendo apenas um ano. Em 2022, passa a defender o Corinthians, conquistando quatro títulos pelo alvinegro, sendo: Supercopa do Brasil, o Campeonato Brasileiro, a Copa Paulista e a Supercopa do ano seguinte.
Em março de 2023, a atleta rescindiu o contrato com o Corinthians em comum acordo e retornou ao Santa Fe para sua terceira passagem.

## Títulos

### Santa Fe
- Liga Colombiana Feminina: 2017

### Atlético Hulia
- Copa Libertadores da América: 2018

### Corinthians
- Supercopa do Brasil: 2022, 2023
- Campeonato Brasileiro: 2022
- Copa Paulista: 2022